# Râșnov
Râșnov là một thị xã thuộc hạt Brașov, România. Dân số thời điểm năm 2002 là 15436 người.